# Bolschoi Patom
Der Bolschoi Patom (russisch Большо́й Па́том; Großer Patom) ist ein rechter Nebenfluss der Lena in der Oblast Irkutsk in Ostsibirien.
Der Bolschoi Patom entspringt im Patomhochland. Er fließt einen großen Bogen – zuerst nach Westen, dann nach Norden und schließlich nach Osten. Der Bolschoi Patom mündet südöstlich von Lensk in die Lena. Er hat eine Länge von 570 km. Sein Einzugsgebiet umfasst 28.400 km². Zwischen Oktober und Mai ist der Fluss eisbedeckt.